# Neratius Cerealis
Neratius Cerealis (fl. 328-358) est un homme politique de l'Empire romain.

## Vie
Fils de Neratius Junius Flavianus et de sa femme Vulcacia.
Il fut préfet de l'annone en 328, préfet de la ville de Rome en 352 et consul en 358.